# Helga Niessen Masthoff
Helga Niessen Masthoff (ur. 11 listopada 1941 w Essen) – niemiecka tenisistka. Podwójna mistrzyni olimpijska w singlu i deblu z 1968 roku z pokazowego turnieju w Meksyku, srebrna medalistka w mikście. Finalistka wielkoszlemowego French Open 1970 w grze pojedynczej i 1976 w podwójnej, reprezentantka kraju w Pucharze Federacji i finalistka tych rozgrywek w 1966 i 1970 roku. Mistrzostwa Niemiec wygrała jedenastokrotnie w latach 1965–1966, 1968–1969, 1971–1972, 1975–1978 (w 1976 roku wygrała dwukrotnie, gdyż dodatkowo halową edycję rywalizacji).

## Kariera tenisowa
Karierę na arenie światowej rozpoczęła na początku lat 60. Pierwszy finał międzynarodowego turnieju osiągnęła w marcu 1962 roku, kiedy to przegrała w Cannes z Almut Sturm 5:7, 1:6. Pierwszy triumf odniosła półtora roku później w Palermo, ogrywając w decydującym meczu Marię Teresę Riedl 7:5, 6:2. W rozgrywkach wielkoszlemowych zadebiutowała w lipcu 1963 roku na kortach Wimbledonu. W pierwszej rundzie pokonała Carol Newman 6:3, 4:6, 6:4, a w drugiej nie sprostała Lornie Cawthorn 2:6, 5:7.
W kwietniu 1965 roku wygrała drugi turniej singlowy – w Katanii pokonała w finale Madonnę Schacht 6:1, 7:5. Dwa miesiące później wygrała pierwsze zawody w grze podwójnej, a we wrześniu sięgnęła po podwójną koronę. W Brunszwiku indywidualnie pokonała Heide Schildknecht 6:4, 5:7, 6:0, u boku Almut Sturm okazała się lepsza ponownie od Schildknecht, grającej w parze z Giselą Helmes 6:2, 6:3. Taki wyczyn w całej karierze powtórzyła jeszcze piętnaście razy, w tym dwanaście w Erze Open (Brunszwik 1968, igrzyska olimpijskie 1968, Bielefeld 1969, Travemünde 1969, Santiago 1969, São Paulo 1969, Nicea 1970, Båstad 1971, Hamburg 1972 i 1973, Düsseldorf 1973 i Monte Carlo 1977). Podczas turnieju w Brunszwiku miała okazję wygrać we wszystkich trzech konkurencjach, lecz finał gry mieszanej przegrała (w parze z Lotharem Pawlikiem przeciwko mikstowi Heide Schildknecht–Dieter Ecklebe 4:6, 4:6).
Helga Niessen zdobyła dwa złote medale olimpijskie podczas Letnich Igrzysk Olimpijskich rozgrywanych w Meksyku w 1968 roku. Podczas tej imprezy były rozgrywane dwa turnieje tenisowe: gra demonstracyjna (Demonstration) oraz gra pokazowa (Exhibition). Turniej demonstracyjny trwał od 14 do 20 października 1968 roku, a Niessen straciła w nim zaledwie jednego seta – w półfinale pokonała Julie Heldman wynikiem 6:3, 1:6, 6:3. W meczu mistrzowskim pokonała rozstawioną z numerem pierwszym Peaches Bartkowicz 6:4, 6:3. W grze podwójnej wystąpiła wspólnie z Eddą Buding i w meczu o złoto pokonały Rosie Darmon i Julie Heldman 6:3, 6:4. Miała drugą okazję w karierze, aby zdobyć potrójną koronę turnieju, lecz w parze z Jürgenem Fassbenderem przegrała z duetem Julie Heldman–Herb Fitzgibbon 1:6, 3:6.
Kolejnym znakomitym rokiem dla niemieckiej tenisistki był sezon 1970. W lutym w Moskwie pokonała w finale reprezentantkę gospodarzy Olgę Morozową 7:5, 2:6, 6:3. Miesiąc później w decydującym meczu w Monte Carlo ograła Gail Sherriff Chanfreau 9:7, 6:3. W kwietniu w Nicei w półfinale ponownie powstrzymała Sherriff Chanfreau 6:4, 7:5, by w meczu mistrzowskim triumfować nad Julie Heldman 6:2, 8:6. Tydzień później ponownie wygrała turniej w Monte Carlo, tym razem po finale z Kerry Melville 6:4, 6:1. W ćwierćfinale wyeliminowała wówczas Virginię Wade 6:0, 6:2, a rundę później Françoise Durr 8:10, 6:2, 6:2. W maju podczas zawodów w Berlinie w ćwierćfinale pokonała Judy Tegart Dalton 6:3, 6:3, a w walce o finał wyeliminowała jedynkę turnieju Billie Jean King 7:5, 6:3. W decydującym meczu Wade zrewanżowała się za ćwierćfinał z Monte Carlo i ograła Niemkę 8:10, 1:6. Największe singlowe osiągnięcie Niessen miało miejsce podczas French Open w 1970 roku. W trzeciej rundzie okazała się ponownie lepsza od Gail Sherriff Chanfreau 6:3, 6:3, w ćwierćfinale, po raz drugi w ciągu miesiąca, pokonała King 2:6, 8:6, 6:1. W walce o decydujący mecz nie dała szans Karen Krantzcke 6:3, 6:1. W meczu mistrzowskim nie zdołała jednak pokonać, będącej w życiowej formie (w tym roku Australijka zdobyła wszystkie cztery tytuły wielkoszlemowe), Margaret Smith Court, której uległa 2:6, 4:6. W lipcu 1970 roku, po osiągniętym finale wielkoszlemowym, otrzymała najwyższe wyróżnienie przyznawane niemieckim sportowcom Srebrny Liść Laurowy. Miesiąc później, podczas Wimbledonu osiągnęła ćwierćfinał, w którym ponownie musiała uznać wyższość Smith Court, ale tym razem „urywając” jej seta – 8:6, 0:6, 0:6.
Do bardziej znaczących osiągnięć Helgi Niessen Masthoff należą jeszcze trzy półfinały wielkoszlemowe: French Open 1972 i 1974 oraz US Open 1973, a także finał paryskiej imprezy w 1976 roku w grze podwójnej. W deblu w półfinale wyeliminowała wówczas jedną z najlepszych par sezonu Linky Boshoff i Ilanę Kloss 6:2, 3:6, 10:8.
Przez sześć kolejnych lat (1969–1974) występowała w finale dużego turnieju German Championships rozgrywanego na ziemnych kortach w Hamburgu. Trzy ostatnie występy zakończyły się jej zwycięstwami, a w ostatnim z nich pokonała Martinę Navrátilovą 6:4, 5:7, 6:3. W grze podwójnej wystąpiła w finale tej imprezy pięciokrotnie, odnosząc trzy zwycięstwa.
Ostatni raz wystąpiła w turnieju wielkoszlemowym w Paryżu w 1978 roku. W wieku ponad 36 lat z powodu zbyt małej liczby występów nie była sklasyfikowana w rankingu WTA. Przeszła przez trzystopniowe eliminacje, tracąc tylko jednego seta i awansowała do turnieju głównego. W nim również odniosła trzy zwycięstwa, lecz ostatecznie została powstrzymana w ćwierćfinale przez rozstawioną z numerem trzecim Reginę Maršíkovą 3:6, 3:6. Karierę zakończyła na koniec lat siedemdziesiątych. Ostatni raz w singlu triumfowała w lipcu 1979 roku w Erlangen w wieku 37 lat 7 miesięcy i 29 dni, a w deblu w Nicei (u boku Gail Lovery) w marcu 1980 roku w wieku 38 lat 5 miesięcy 20 dni.

## Życie prywatne
Helga Niessen wyszła za mąż 25 sierpnia 1970 roku za Hansa Masthoffa, właściciela agencji reklamowej w Düsseldorfie. W 1976 roku na Wyspach Kanaryjskich otworzyła hotel wraz z całym kompleksem sportowym. W 2007 roku kompleks spłonął, a małżeństwo przeniosło się do Düsseldorfu.

## Historia występów wielkoszlemowych
Legenda
     W, wygrany turniej
     F, przegrana w finale
     SF, przegrana w półfinale
     QF, przegrana w ćwierćfinale
     xR, przegrana w x rundzie
      A, brak startu
Turniej Australian Open odbył się dwukrotnie w 1977 roku (styczeń i grudzień), za to nie został rozegrany w 1986.
     Początek Ery Open

### Występy w grze pojedynczej
| Australian Open        | A   | A  | A  | A  | 1R | A  | A  | A  |    | A  | A  | A  | A  | A  | A  | A  | QF | A  | A  | A  | A | 0 / 2 (0 / 1)   | 2 – 2 (2 – 1)     |  |  |  |  |
| French Open            | A   | A  | A  | 2R | 1R | 2R | A  |    | A  | A  | F  | 1R | SF | QF | SF | 2R | QF | 3R | 3R | QF | A | 0 / 12 (0 / 9)  | 25 – 10 (24 – 8)  |  |  |  |  |
| Wimbledon              | A   | A  | 2R | 3R | 2R | 1R | A  |    | 2R | A  | QF | 3R | 2R | A  | QF | A  | A  | 2R | 2R | A  | A | 0 / 10 (0 / 6)  | 11 – 10 (9 – 6)   |  |  |  |  |
| US Open                | A   | A  | 2R | A  | A  | A  | A  |    | A  | A  | A  | A  | A  | SF | A  | A  | A  | A  | A  | A  | A | 0 / 2 (0 / 1)   | 4 – 2 (4 – 1)     |  |  |  |  |
|                        |     |    |    |    |    |    |    |    |    |    |    |    |    |    |    |    |    |    |    |    |   |                 |                   |  |  |  |  |
| Ranking na koniec roku | 416 | 82 | 63 | 49 | 42 | 13 | 16 | 24 | 24 | 19 | 6  | 8  | 20 | 10 | 18 | 58 | 24 | –  | –  | –  | – | 0 / 26 (0 / 17) | 42 – 24 (39 – 16) |  |  |  |  |

### Występy w grze podwójnej
| Australian Open        | A                           | A                           | A                           | A                           | 1R                          | A                           | A                           | A                           |                             | A                           | A                           | A                           | A                           | A                           | A                           | A                           | 2R                          | A                           | A                           | A                           | A                           | 0 / 2 (0 / 1)   | 0 – 2 (0 – 1)     |  |  |  |  |  |  |  |  |  |  |  |  |  |  |
| French Open            | A                           | A                           | A                           | 2R                          | 2R                          | A                           | A                           |                             | A                           | A                           | QF                          | A                           | QF                          | QF                          | QF                          | A                           | F                           | 2R                          | 2R                          | 1R                          | A                           | 0 / 9 (0 / 7)   | 12 – 8 (11 – 7)   |  |  |  |  |  |  |  |  |  |  |  |  |  |  |
| Wimbledon              | A                           | A                           | 3R                          | 3R                          | A                           | 1R                          | A                           |                             | QF                          | A                           | 2R                          | QF                          | A                           | A                           | A                           | A                           | A                           | A                           | A                           | A                           | A                           | 0 / 6 (0 / 3)   | 8 – 6 (5 – 3)     |  |  |  |  |  |  |  |  |  |  |  |  |  |  |
| US Open                | A                           | A                           | A                           | A                           | A                           | A                           | A                           |                             | A                           | A                           | A                           | A                           | A                           | A                           | A                           | A                           | A                           | A                           | A                           | A                           | A                           | 0 / 0           | 0 – 0             |  |  |  |  |  |  |  |  |  |  |  |  |  |  |
|                        |                             |                             |                             |                             |                             |                             |                             |                             |                             |                             |                             |                             |                             |                             |                             |                             |                             |                             |                             |                             |                             |                 |                   |  |  |  |  |  |  |  |  |  |  |  |  |  |  |
| Ranking na koniec roku | Ranking nie był publikowany | Ranking nie był publikowany | Ranking nie był publikowany | Ranking nie był publikowany | Ranking nie był publikowany | Ranking nie był publikowany | Ranking nie był publikowany | Ranking nie był publikowany | Ranking nie był publikowany | Ranking nie był publikowany | Ranking nie był publikowany | Ranking nie był publikowany | Ranking nie był publikowany | Ranking nie był publikowany | Ranking nie był publikowany | Ranking nie był publikowany | Ranking nie był publikowany | Ranking nie był publikowany | Ranking nie był publikowany | Ranking nie był publikowany | Ranking nie był publikowany | 0 / 17 (0 / 11) | 20 – 16 (16 – 11) |  |  |  |  |  |  |  |  |  |  |  |  |  |  |

### Występy w grze mieszanej
| Australian Open | A | A | A | A  | 2R | A  | A | A |   | A | turnieju nie rozgrywano | turnieju nie rozgrywano | turnieju nie rozgrywano | turnieju nie rozgrywano | turnieju nie rozgrywano | turnieju nie rozgrywano | turnieju nie rozgrywano | turnieju nie rozgrywano | turnieju nie rozgrywano | turnieju nie rozgrywano | 0 / 1 | 0 – 1 |  |  |  |  |  |  |  |  |  |  |  |  |  |
| French Open     | A | A | A | 1R | A  | A  | A |   | A | A | A                       | A                       | A                       | A                       | A                       | A                       | A                       | A                       | A                       | A                       | 0 / 1 | 0 – 0 |  |  |  |  |  |  |  |  |  |  |  |  |  |
| Wimbledon       | A | A | A | A  | A  | 2R | A |   | A | A | A                       | A                       | A                       | A                       | A                       | A                       | A                       | A                       | A                       | A                       | 0 / 1 | 0 – 1 |  |  |  |  |  |  |  |  |  |  |  |  |  |
| US Open         | A | A | A | A  | A  | A  | A |   | A | A | A                       | A                       | A                       | A                       | A                       | A                       | A                       | A                       | A                       | A                       | 0 / 0 | 0 – 0 |  |  |  |  |  |  |  |  |  |  |  |  |  |
|                 |   |   |   |    |    |    |   |   |   |   |                         |                         |                         |                         |                         |                         |                         |                         |                         |                         |       |       |  |  |  |  |  |  |  |  |  |  |  |  |  |
|                 |   |   |   |    |    |    |   |   |   |   |                         |                         |                         |                         |                         |                         |                         |                         |                         |                         | 0 / 3 | 0 – 2 |  |  |  |  |  |  |  |  |  |  |  |  |  |

## Finały turniejów WTA[d]
| Legenda                | Legenda |
| ---------------------- | ------- |
| Wielki Szlem           |         |
| Igrzyska olimpijskie   |         |
| WTA Tour Championships |         |
| 1971 – 1987            |         |
| Virginia Slims Circuit |         |
| Grand Prix Series      |         |
| Colgate Series         |         |

### Gra pojedyncza 81 (50–31)

#### Przed Erą Open 28 (17–11)
| Końcowy wynik | Nr  | Data                | Turniej                   | Nawierzchnia  | Przeciwniczka           | Wynik finału  |
| ------------- | --- | ------------------- | ------------------------- | ------------- | ----------------------- | ------------- |
| Finalistka    | 1.  | 18 marca 1962       | Cannes                    | Ceglana       | Almut Sturm             | 5:7, 1:6      |
| Finalistka    | 2.  | 14 maja 1963        | Essen                     | Ceglana       | Jill Blackman           | 5:7, 1:6      |
| Zwyciężczyni  | 1.  | 6 października 1963 | Palermo                   | Ceglana       | Maria Teresa Riedl      | 7:5, 6:2      |
| Finalistka    | 3.  | 26 stycznia 1964    | Kopenhaga                 | Twarda (hala) | Christine Truman        | 4:6, 4:6      |
| Finalistka    | 4.  | 26 lipca 1964       | Brunszwik                 | Ceglana       | Helga Schultze          | 6:3, 6:8, 2:6 |
| Finalistka    | 5.  | 30 sierpnia 1964    | Pörtschach am Wörther See | Ceglana       | Elizabeth Starkie       | 6:8, 4:6      |
| Zwyciężczyni  | 2.  | 18 kwietnia 1965    | Katania                   | Ceglana       | Madonna Schacht         | 6:1, 7:5      |
| Zwyciężczyni  | 3.  | 19 września 1965    | Brunszwik                 | Ceglana       | Heide Schildknecht      | 6:4, 5:7, 6:0 |
| Zwyciężczyni  | 4.  | 13 lutego 1966      | Oslo                      | Twarda (hala) | Birgitta Lindström      | 6:4, 6:1      |
| Finalistka    | 6.  | 20 lutego 1966      | Brema                     | Twarda (hala) | Ann Haydon-Jones        | 9:7, 5:7, 3:6 |
| Zwyciężczyni  | 5.  | 1 marca 1966        | Monachium                 | Twarda (hala) | Sonja Pachta            | 6:1, 7:5      |
| Zwyciężczyni  | 6.  | 13 marca 1966       | Kair                      | Ceglana       | Carole Prosen           | 6:2, 6:1      |
| Zwyciężczyni  | 7.  | 11 kwietnia 1966    | Monte Carlo               | Ceglana       | Lea Pericoli            | 6:2, 6:2      |
| Zwyciężczyni  | 8.  | 18 kwietnia 1966    | Katania                   | Ceglana       | Ulla Sandulf            | 6:1, 6:1      |
| Zwyciężczyni  | 9.  | 24 kwietnia 1966    | Neapol                    | Ceglana       | Christiane Spinoza      | 6:2, 6:3      |
| Finalistka    | 7.  | 2 maja 1966         | Kalabria                  | Ceglana       | Julie Heldman           | 4:6, 6:1, 2:6 |
| Zwyciężczyni  | 10. | 6 czerwca 1966      | Bielefeld                 | Ceglana       | Heide Schildknecht Orth | 6:1, 6:4      |
| Zwyciężczyni  | 11. | 4 lipca 1966        | Travemünde                | Ceglana       | Sonja Pachta            | 8:6, 6:0      |
| Zwyciężczyni  | 12. | 24 lipca 1966       | Brunszwik                 | Ceglana       | Edda Buding             | 6:3, 4:6, 8:6 |
| Finalistka    | 8.  | 1 sierpnia 1966     | Baden-Baden               | Ceglana       | Helga Schultze          | 3:6, 6:3, 5:7 |
| Zwyciężczyni  | 13. | 15 sierpnia 1966    | Monachium                 | Ceglana       | Helga Schultze          | brak danych   |
| Zwyciężczyni  | 14. | 15 maja 1967        | Leverkusen                | Ceglana       | Faye Toyne              | 7:5, 6:3      |
| Zwyciężczyni  | 15. | 23 maja 1967        | Essen                     | Ceglana       | Esmé Emmanuel           | 6:3, 6:0      |
| Finalistka    | 9.  | 12 lipca 1967       | Travemünde                | Ceglana       | Helga Schultze          | 6:4, 5:7, 3:6 |
| Finalistka    | 10. | 28 sierpnia 1967    | Pörtschach am Wörther See | Ceglana       | Helga Schultze          | 4:6, 2:6      |
| Finalistka    | 11. | 1 lutego 1968       | Brema                     | Twarda (hala) | Joyce Barclay-Williams  | 2:6, 1:6      |
| Zwyciężczyni  | 16. | 14 kwietnia 1968    | Tampa                     | Ceglana       | Judy Tegart             | 2:6, 6:4, 6:1 |
| Zwyciężczyni  | 17. | 21 kwietnia 1968    | Madryt                    | Ceglana       | Frances MacLennan       | 6:1, 6:3      |

#### W Erze Open 53 (33–20)
| Końcowy wynik | Nr  | Data                 | Turniej                   | Nawierzchnia    | Przeciwniczka           | Wynik finału    |
| ------------- | --- | -------------------- | ------------------------- | --------------- | ----------------------- | --------------- |
| Finalistka    | 1.  | 14 lipca 1968        | Düsseldorf                | Ceglana         | Gail Sherriff           | 4:6, 6:1, 2:6   |
| Zwyciężczyni  | 1.  | 20 lipca 1968        | Ingolstadt                | Ceglana         | Helga Schultze-Hösl     | 6:1, 13:15, 6:3 |
| Finalistka    | 2.  | 5 sierpnia 1968      | Monachium                 | Ceglana         | Julie Heldman           | 6:4, 3:6, 3:6   |
| Zwyciężczyni  | 2.  | 1 września 1968      | Brunszwik                 | Ceglana         | Katja Ebbinghaus        | 6:2, 6:1        |
| Zwyciężczyni  | 3.  | 20 października 1968 | Guadalajara               | Ceglana (hala)  | Peaches Bartkowicz      | 6:4, 6:3        |
| Finalistka    | 3.  | 4 maja 1969          | Stuttgart                 | Ceglana         | Peaches Bartkowicz      | 4:6, 3:6        |
| Zwyciężczyni  | 4.  | 19 maja 1969         | Leverkusen                | Ceglana         | Alena Palmeová          | 6:2, 7:5        |
| Finalistka    | 4.  | 1 czerwca 1969       | Brema                     | Ceglana         | Heide Orth              | 6:0, 3:6, 4:6   |
| Zwyciężczyni  | 5.  | 8 czerwca 1969       | Bielefeld                 | Ceglana         | Laura Rossouw           | 6:3, 6:0        |
| Zwyciężczyni  | 6.  | 6 lipca 1969         | Travemünde                | Ceglana         | Kora Schediwy           | 7:5, 6:2        |
| Zwyciężczyni  | 7.  | 13 lipca 1969        | Düsseldorf                | Ceglana         | Edda Buding             | 6:1, 8:6        |
| Finalistka    | 5.  | 4 sierpnia 1969      | Bad Neuenahr-Ahrweiler    | Ceglana         | Helga Schultze-Hösl     | 7:5, 5:7, 4:6   |
| Finalistka    | 6.  | 10 sierpnia 1969     | Hamburg                   | Ceglana         | Judy Tegart             | 3:6, 4:6        |
| Zwyciężczyni  | 8.  | 25 sierpnia 1969     | Stuttgart                 | Ceglana         | Almut Sturm             | 6:2, 6:2        |
| Zwyciężczyni  | 9.  | 31 sierpnia 1969     | Pörtschach am Wörther See | Ceglana         | Helen Gourlay           | 6:4, 4:6, 6:3   |
| Zwyciężczyni  | 10. | 16 listopada 1969    | Buenos Aires              | Ceglana         | Rosie Casals            | 3:6, 6:3, 2:6   |
| Zwyciężczyni  | 11. | 24 listopada 1969    | Santiago                  | Ceglana         | Carmen Ibarra           | 6:3, 6:3        |
| Zwyciężczyni  | 12. | 7 grudnia 1969       | São Paulo                 | Ceglana         | Kora Schediwy           | 6:4, 8:6        |
| Zwyciężczyni  | 13. | 22 lutego 1970       | Moskwa                    | Dywanowa (hala) | Olga Morozowa           | 7:5, 2:6, 6:3   |
| Zwyciężczyni  | 14. | 30 marca 1970        | Monte Carlo               | Ceglana         | Gail Sherriff Chanfreau | 9:7, 6:3        |
| Zwyciężczyni  | 15. | 12 kwietnia 1970     | Nicea                     | Ceglana         | Julie Heldman           | 6:2, 8:6        |
| Zwyciężczyni  | 16. | 19 kwietnia 1970     | Monte Carlo               | Ceglana         | Kerry Melville          | 6:4, 6:1        |
| Finalistka    | 7.  | 18 maja 1970         | Berlin                    | Ceglana         | Virginia Wade           | 8:10, 1:6       |
| Finalistka    | 8.  | 7 czerwca 1970       | French Open               | Ceglana         | Margaret Smith Court    | 2:6, 4:6        |
| Finalistka    | 9.  | 5 lipca 1970         | Fulda                     | Ceglana         | Ameli Ring              | 0:6, 2:6        |
| Finalistka    | 10. | 12 lipca 1970        | Düsseldorf                | Ceglana         | Helga Schultze-Hösl     | 1:6, 3:6        |
| Finalistka    | 11. | 16 sierpnia 1970     | Hamburg                   | Ceglana         | Helga Schultze-Hösl     | 3:6, 3:6        |
| Zwyciężczyni  | 17. | 24 sierpnia 1970     | Kitzbühel                 | Ceglana         | Evonne Goolagong        | 7:5, 6:3        |
| Finalistka    | 12. | 30 sierpnia 1970     | Brunszwik                 | Ceglana         | Helga Schultze-Hösl     | 3:6, 6:2, 2:6   |
| Finalistka    | 13. | 10 maja 1971         | Rzym                      | Ceglana         | Virginia Wade           | 4:6, 4:6        |
| Finalistka    | 14. | 23 maja 1971         | Hamburg                   | Ceglana         | Billie Jean King        | 3:6, 4:6        |
| Zwyciężczyni  | 18. | 11 lipca 1971        | Båstad                    | Ceglana         | Ingrid Löfdahl          | 4:6, 6:1, 6:3   |
| Zwyciężczyni  | 19. | 2 sierpnia 1971      | Wenecja                   | Ceglana         | Rosie Casals            | 3:6, 6:4, 6:3   |
| Zwyciężczyni  | 20. | 8 sierpnia 1971      | Düsseldorf                | Ceglana         | Betty Stöve             | 4:6, 6:3, 6:3   |
| Finalistka    | 15. | 14 maja 1972         | Bournemouth               | Ceglana         | Evonne Goolagong        | 0:6, 4:6        |
| Zwyciężczyni  | 21. | 11 czerwca 1972      | Hamburg                   | Ceglana         | Linda Tuero             | 6:3, 3:6, 8:6   |
| Zwyciężczyni  | 22. | 17 czerwca 1973      | Hamburg                   | Ceglana         | Pat Walkden-Pretorius   | 6:4, 6:1        |
| Zwyciężczyni  | 23. | 15 lipca 1973        | Düsseldorf                | Ceglana         | Evonne Goolagong        | 6:4, 6:4        |
| Finalistka    | 16. | 22 lipca 1973        | Hilversum                 | Ceglana         | Betty Stöve             | 5:7, 2:6        |
| Finalistka    | 17. | 26 sierpnia 1973     | Toronto                   | Ceglana         | Evonne Goolagong        | 6:7(2), 4:6     |
| Finalistka    | 18. | 17 października 1973 | Tokio                     | Dywanowa (hala) | Evonne Goolagong        | 3:6, 4:6        |
| Zwyciężczyni  | 24. | 26 maja 1974         | Hamburg                   | Ceglana         | Martina Navrátilová     | 6:4, 5:7, 6:3   |
| Zwyciężczyni  | 25. | 13 października 1974 | Madryt                    | Ceglana         | Tine Zwaan              | 6:2, 6:4        |
| Finalistka    | 19. | 13 lipca 1975        | Båstad                    | Ceglana         | Sue Barker              | 4:6, 0:6        |
| Finalistka    | 20. | 7 grudnia 1975       | Adelaide                  | Trawiasta       | Sue Barker              | 2:6, 1:6        |
| Zwyciężczyni  | 26. | 14 grudnia 1975      | Perth                     | Trawiasta       | Lesley Turner Bowrey    | 6:2, 3:6, 6:4   |
| Zwyciężczyni  | 27. | 16 maja 1976         | Bournemouth               | Ceglana         | Sue Barker              | 5:7, 6:3, 6:2   |
| Zwyciężczyni  | 28. | 9 stycznia 1977      | Brema                     | Dywanowa (hala) | Sylvia Hanika           | 6:2, 6:4        |
| Zwyciężczyni  | 29. | 18 kwietnia 1977     | Monte Carlo               | Ceglana         | Fiorella Bonicelli      | 6:3, 7:5        |
| Zwyciężczyni  | 30. | 14 sierpnia 1977     | Stuttgart                 | Ceglana         | Ameli Ring              | 6:2, 7:6        |
| Zwyciężczyni  | 31. | 8 kwietnia 1979      | Nicea                     | Ceglana         | Frédérique Thibault     | 6:1, 6:1        |
| Zwyciężczyni  | 32. | 15 kwietnia 1979     | Monte Carlo               | Ceglana         | Sabina Simmonds         | 6:3, 6:1        |
| Zwyciężczyni  | 33. | 9 lipca 1979         | Erlangen                  | Ceglana         | Nina Bohm               | brak danych     |

### Gra podwójna 63 (33–30)

#### Przed Erą Open 19 (7–12)
| Końcowy wynik | Nr  | Data             | Turniej    | Nawierzchnia  | Partnerka               | Przeciwniczki                              | Wynik finału  |
| ------------- | --- | ---------------- | ---------- | ------------- | ----------------------- | ------------------------------------------ | ------------- |
| Finalistka    | 1.  | 11 maja 1962     | Beaulieu   | Ceglana       | Heide Schildknecht      | Lucia Bassi Roberta Beltrame               | 2:6, 8:6, 2:6 |
| Finalistka    | 2.  | 18 maja 1962     | Cannes     | Ceglana       | Heide Schildknecht      | Rita Bentley Deidre Catt                   | 1:6, 3:6      |
| Finalistka    | 3.  | 14 maja 1963     | Essen      | Ceglana       | Heide Schildknecht      | Rita Bentley Jill Blackman                 | 2:6, 7:9      |
| Finalistka    | 4.  | 26 stycznia 1964 | Kopenhaga  | Twarda (hala) | Heide Schildknecht      | Carol Rosser Christine Truman              | 6:3, 4:6, 7:5 |
| Finalistka    | 5.  | 26 lipca 1964    | Brunszwik  | Ceglana       | Renate Ostermann        | Helga Schultze Heide Schildknecht          | 1:6, 6:1, 2:6 |
| Finalistka    | 6.  | 7 czerwca 1965   | Berlin     | Ceglana       | Almut Sturm             | Francesca Gordigiani Maria Teresa Riedl    | 1:6, 6:2, 0:6 |
| Zwyciężczyni  | 1.  | 27 czerwca 1965  | Brema      | Ceglana       | Almut Sturm             | Renate Stollberg Freya Weiland             | 6:4, 7:5      |
| Zwyciężczyni  | 2.  | 19 września 1965 | Brunszwik  | Ceglana       | Almut Sturm             | Heide Schildknecht Gisela Helmes           | 6:2, 6:3      |
| Finalistka    | 7.  | 13 lutego 1966   | Oslo       | Twarda (hala) | Kirsten Robsahm         | Elizabeth Starkie Winnie Shaw              | 3:6, 7:9      |
| Finalistka    | 8.  | 20 lutego 1966   | Brema      | Twarda (hala) | Heide Schildknecht Orth | Ann Haydon-Jones Elizabeth Starkie         | 0:6, 6:8      |
| Zwyciężczyni  | 3.  | 6 czerwca 1966   | Bielefeld  | Ceglana       | Kristen Seelbach        | Leena Ahonen Almut Sturm                   | 3:6, 6:3, 6:3 |
| Finalistka    | 9.  | 10 lipca 1966    | Düsseldorf | Ceglana       | Heide Schildknecht Orth | Glenda Swan Pat Walkden                    | 4:6, 3:6      |
| Finalistka    | 10. | 24 lipca 1966    | Brunszwik  | Ceglana       | Heide Schildknecht Orth | Edda Buding Helga Schultze                 | 0:6, 0:6      |
| Finalistka    | 11. | 15 sierpnia 1966 | Monachium  | Ceglana       | Heide Schildknecht Orth | Maria Bueno Margaret Smith Court           | 6:4, 6:3      |
| Zwyciężczyni  | 4.  | 18 lipca 1967    | Düsseldorf | Ceglana       | Heide Orth              | Edda Buding Helga Schultze                 | 8:6, 6:3      |
| Zwyciężczyni  | 5.  | 1 lutego 1968    | Brema      | Twarda (hala) | Heide Orth              | Joyce Barclay-Williams Frances MacLennen   | 1:6, 6:3, 8:6 |
| Finalistka    | 12. | 22 marca 1968    | Curaçao    | Ceglana       | Faye Urban              | Nancy Richey Valerie Ziegenfuss            | 2:6, 9:7, 3:6 |
| Zwyciężczyni  | 6.  | 14 kwietnia 1968 | Tampa      | Ceglana       | Faye Urban              | Judy Tegart Valerie Ziegenfuss             | 6:2, 6:2      |
| Zwyciężczyni  | 7.  | 21 kwietnia 1968 | Madryt     | Ceglana       | Edda Buding             | Ana-Maria Estalella-Manso Carmen Mandarino | 6:3, 3:6, 6:3 |

#### W Erze Open 44 (26–18)
| Końcowy wynik     | Nr  | Data                 | Turniej      | Nawierzchnia   | Partnerka               | Przeciwniczki                                 | Wynik finału                          |
| ----------------- | --- | -------------------- | ------------ | -------------- | ----------------------- | --------------------------------------------- | ------------------------------------- |
| Finalistka        | 1.  | 3 czerwca 1968       | Berlin       | Ceglana        | Helga Schultze          | Margaret Smith Court Virginia Wade            | 4:6, 3:6                              |
| Finalistka        | 2.  | 16 czerwca 1968      | Lugano       | Ceglana        | Edda Buding             | Annette Du Plooy Lesley Turner Bowrey         | 4:6, 3:6                              |
| Finalistka        | 3.  | 14 lipca 1968        | Düsseldorf   | Ceglana        | Heide Orth              | Rosie Darmon Evelyne Terras                   | 5:7, 4:6                              |
| Nierozstrzygnięte | 4.  | 20 lipca 1968        | Ingolstadt   | Ceglana        | Almut Sturm             | Edda Buding Helga Schultze-Hösl               | mecz nie odbył się z powodu ciemności |
| Zwyciężczyni      | 1.  | 1 września 1968      | Brunszwik    | Ceglana        | Heide Orth              | Katja Ebbinghaus Edith Winkens                | 6:3, 6:3                              |
| Zwyciężczyni      | 2.  | 20 października 1968 | Guadalajara  | Ceglana (hala) | Edda Buding             | Rosie Darmon Julie Heldman                    | 6:3, 6:4                              |
| Zwyciężczyni      | 3.  | 26 stycznia 1969     | Kolonia      | Twarda (hala)  | Heide Orth              | Joyce Barclay-Williams Christine Truman-Janes | 6:4, 6:4                              |
| Zwyciężczyni      | 4.  | 4 maja 1969          | Stuttgart    | Ceglana        | Heide Orth              | Marilyn Aschner Peaches Bartkowicz            | 6:2, 6:2                              |
| Zwyciężczyni      | 5.  | 1 czerwca 1969       | Brema        | Ceglana        | Heide Orth              | Jean Evans Edith Winkens                      | 7:5, 6:4                              |
| Zwyciężczyni      | 6.  | 8 czerwca 1969       | Bielefeld    | Ceglana        | Heide Orth              | Helen Amos Laura Rossouw                      | 7:5, 6:2                              |
| Zwyciężczyni      | 7.  | 6 lipca 1969         | Travemünde   | Ceglana        | Almut Sturm             | Katja Ebbinghaus Edith Winkens                | 6:4, 9:7                              |
| Zwyciężczyni      | 8.  | 20 lipca 1969        | Norymberga   | Ceglana        | Inge Pohmann            | Edda Buding Kube                              | 7:5, 6:2                              |
| Finalistka        | 5.  | 27 lipca 1969        | Monachium    | Ceglana        | Almut Sturm             | Karen Krantzcke Kerry Melville                | 4:6, 1:6                              |
| Zwyciężczyni      | 9.  | 10 sierpnia 1969     | Hamburg      | Ceglana        | Judy Tegart             | Edda Buding Helga Schultze-Hösl               | 6:1, 6:4                              |
| Finalistka        | 6.  | 16 listopada 1969    | Buenos Aires | Ceglana        | Kora Schediwy           | Rosie Casals Billie Jean King                 | 1:6, 5:7                              |
| Zwyciężczyni      | 10. | 24 listopada 1969    | Santiago     | Ceglana        | Kora Schediwy           | Ana María Arias María Guzmán                  | 6:3, 9:7                              |
| Zwyciężczyni      | 11. | 7 grudnia 1969       | São Paulo    | Ceglana        | Kora Schediwy           | Ana María Arias Suzana Petersen               | 6:1, 0:6, 6:4                         |
| Finalistka        | 7.  | 26 stycznia 1970     | Monachium    | Ceglana        | Kora Schediwy           | Ingrid Bentzer Eva Lundqvist                  | 4:6, 6:1, 4:6                         |
| Zwyciężczyni      | 12. | 12 kwietnia 1970     | Nicea        | Ceglana        | Gail Sherriff Chanfreau | Marilyn Aschner Julie Heldman                 | 6:3, 6:3                              |
| Zwyciężczyni      | 13. | 12 lipca 1970        | Düsseldorf   | Ceglana        | Heide Orth              | Helga Schultze-Hösl Betty Stöve               | 6:4, 4:6, 16:14                       |
| Finalistka        | 8.  | 19 lipca 1970        | Gstaad       | Ceglana        | Betty Stöve             | Rosie Casals Françoise Durr                   | 2:6, 2:6                              |
| Finalistka        | 9.  | 2 sierpnia 1970      | Hilversum    | Ceglana        | Margaret Smith Court    | Karen Krantzcke Kerry Melville                | 6:3, 7:9, 5:7                         |
| Finalistka        | 10. | 24 sierpnia 1970     | Kitzbühel    | Ceglana        | Winnie Shaw             | Annette Du Plooy Brenda Kirk                  | 4:6, 7:5, 3:6                         |
| Zwyciężczyni      | 14. | 30 sierpnia 1970     | Brunszwik    | Ceglana        | Heide Orth              | Katja Ebbinghaus Helga Schultze-Hösl          | 6:2, 6:2                              |
| Zwyciężczyni      | 15. | 10 maja 1971         | Rzym         | Ceglana        | Virginia Wade           | Helen Gourlay Lesley Turner Bowrey            | 5:7, 6:2, 6:2                         |
| Finalistka        | 11. | 23 maja 1971         | Hamburg      | Ceglana        | Heide Orth              | Rosie Casals Billie Jean King                 | 2:6, 1:6                              |
| Zwyciężczyni      | 16. | 11 lipca 1971        | Båstad       | Ceglana        | Heide Schildknecht      | Ana María Arias Linda Tuero                   | 6:2, 6:1                              |
| Finalistka        | 12. | 25 lipca 1971        | Kitzbühel    | Ceglana        | Heide Orth              | Rosie Casals Billie Jean King                 | 2:6, 4:6                              |
| Zwyciężczyni      | 17. | 8 sierpnia 1971      | Düsseldorf   | Ceglana        | Heide Orth              | Helga Schultze-Hösl Betty Stöve               | 6:2, 6:4                              |
| Zwyciężczyni      | 18. | 11 czerwca 1972      | Hamburg      | Ceglana        | Heide Schildknecht      | Wendy Overton Valerie Ziegenfuss              | 6:3, 2:6, 6:0                         |
| Zwyciężczyni      | 19. | 1 grudnia 1972       | Buenos Aires | Ceglana        | Pam Teeguarden          | Ana María Arias Virginia Wade                 | 7:5, 6:2                              |
| Zwyciężczyni      | 20. | 17 czerwca 1973      | Hamburg      | Ceglana        | Heide Orth              | Kristien Kemmer Laura Rossouw                 | 6:1, 6:2                              |
| Zwyciężczyni      | 21. | 15 lipca 1973        | Düsseldorf   | Ceglana        | Heide Orth              | Evonne Goolagong Janet Young                  | tytuł wspólny, mecz nie odbył się     |
| Zwyciężczyni      | 22. | 22 lipca 1973        | Hilversum    | Ceglana        | Betty Stöve             | Brigitte Cuypers Trudy Waldhof                | 6:2, 7:6                              |
| Finalistka        | 13. | 26 sierpnia 1973     | Toronto      | Ceglana        | Martina Navrátilová     | Evonne Goolagong Peggy Michel                 | 3:6, 2:6                              |
| Finalistka        | 14. | 2 czerwca 1974       | Rzym         | Ceglana        | Heide Orth              | Chris Evert Olga Morozowa                     | walkower                              |
| Finalistka        | 15. | 13 października 1974 | Madryt       | Ceglana        | Kora Schediwy           | Lesley Charles Sue Mappin                     | 2:6, krecz                            |
| Zwyciężczyni      | 23. | 24 listopada 1974    | Buenos Aires | Ceglana        | Katja Ebbinghaus        | Beatriz Araujo Raquel Giscafré                | 6:0, 6:1                              |
| Finalistka        | 16. | 21 grudnia 1975      | Sydney       | Trawiasta      | Heidi Eisterlehner      | Evonne Goolagong Cawley Helen Gourlay Cawley  | 3:6, 6:4, 3:6                         |
| Finalistka        | 17. | 14 czerwca 1976      | French Open  | Ceglana        | Kathleen Harter         | Fiorella Bonicelli Gail Chanfreau Lovera      | 4:6, 6:1, 3:6                         |
| Zwyciężczyni      | 24. | 18 kwietnia 1977     | Monte Carlo  | Ceglana        | Katja Ebbinghaus        | Gail Chanfreau Lovera Rosie Darmon            | 6:3, 7:5                              |
| Finalistka        | 18. | 21 maja 1978         | Hamburg      | Ceglana        | Katja Ebbinghaus        | Mima Jaušovec Virginia Ruzici                 | 4:6, 7:5, 0:6                         |
| Zwyciężczyni      | 25. | 12 sierpnia 1979     | Norymberga   | Ceglana        | Katja Ebbinghaus        | Heidi Eisterlehner Iris Riedel                | 7:5, 7:6                              |
| Zwyciężczyni      | 26. | 30 marca 1980        | Nicea        | Ceglana        | Gail Lovera             | Petra Delhees Christiane Jolissaint           | 6:4, 6:4                              |

### Gra mieszana 10 (6–4)

#### Przed Erą Open 7 (4–3)
| Końcowy wynik | Nr | Data             | Turniej   | Nawierzchnia | Partner         | Przeciwnicy                             | Wynik finału    |
| ------------- | -- | ---------------- | --------- | ------------ | --------------- | --------------------------------------- | --------------- |
| Zwyciężczyni  | 1. | 26 lipca 1964    | Brunszwik | Ceglana      | Gunther Sanders | Renate Ostermann Peter Scholl           | 1:6, 6:3, 6:1   |
| Zwyciężczyni  | 2. | 18 kwietnia 1965 | Katania   | Ceglana      | Giordano Maioli | Carmen Coronado José Edison Mandarino   | 8:6, 3:6, 7:5   |
| Zwyciężczyni  | 3. | 25 kwietnia 1965 | Neapol    | Ceglana      | Giordano Maioli | Madonna Schacht Ion Țiriac              | 4:6, 6:4, 12:10 |
| Finalistka    | 1. | 19 września 1965 | Brunszwik | Ceglana      | Lothar Pawlik   | Heide Schildknecht Dieter Ecklebe       | 4:6, 4:6        |
| Finalistka    | 2. | 13 marca 1966    | Kair      | Ceglana      | Ion Țiriac      | Carole Caldwell Graebner Clark Graebner | 7:9, 6:4, 5:7   |
| Finalistka    | 3. | 18 kwietnia 1966 | Katania   | Ceglana      | Ion Țiriac      | Helen Gourlay Marty Riessen             | 3:6, 4:6        |
| Zwyciężczyni  | 4. | 2 maja 1966      | Kalabria  | Ceglana      | Ion Țiriac      | Karen Krantzcke Owen Davidson           | 7:5, 6:4        |

#### W Erze Open 3 (2–1)
| Końcowy wynik | Nr | Data                 | Turniej     | Nawierzchnia   | Partner             | Przeciwnicy                   | Wynik finału  |
| ------------- | -- | -------------------- | ----------- | -------------- | ------------------- | ----------------------------- | ------------- |
| Finalistka    | 1. | 20 października 1968 | Guadalajara | Ceglana (hala) | Jürgen Fassbender   | Julie Heldman Herb Fitzgibbon | 1:6, 3:6      |
| Zwyciężczyni  | 1. | 19 maja 1969         | Leverkusen  | Ceglana        | Hans-Jürgen Pohmann | Faye Urban Ray Keldie         | 6:2, 3:6, 6:4 |
| Zwyciężczyni  | 2. | 30 sierpnia 1970     | Brunszwik   | Ceglana        | Hans-Jürgen Pohmann | Heide Orth Dieter Ecklebe     | 6:1, 6:3      |

## Występy w igrzyskach olimpijskich

### Gra pojedyncza
| Runda                                                                                          | Przeciwniczka                             | Wynik         |  |
| ---------------------------------------------------------------------------------------------- | ----------------------------------------- | ------------- |  |
|                                                                                                |                                           |               |  |
| Letnie Igrzyska Olimpijskie w Meksyku 1968 – gra demonstracyjna, reprezentując państwo RFN [2] |                                           |               |  |
| I runda                                                                                        | wolny los                                 | wolny los     |  |
| Ćwierćfinał                                                                                    | Meksyk: Cecilia Rosado                    | 6:1, 6:1      |  |
| Półfinał                                                                                       | Stany Zjednoczone: Julie Heldman          | 6:3, 1:6, 6:3 |  |
| O złoty medal                                                                                  | Stany Zjednoczone: Peaches Bartkowicz [1] | 6:4, 6:3      |  |
|                                                                                                |                                           |               |  |
| Letnie Igrzyska Olimpijskie w Meksyku 1968 – gra pokazowa, reprezentując państwo RFN [2]       |                                           |               |  |
| I runda                                                                                        | wolny los                                 | wolny los     |  |
| Ćwierćfinał                                                                                    | Ekwador: María Eugenia Guzmán             | walkower      |  |

### Gra podwójna
| Runda                                                                                      | Partnerka       | Przeciwniczki                                            | Wynik     |
| ------------------------------------------------------------------------------------------ | --------------- | -------------------------------------------------------- | --------- |
|                                                                                            |                 |                                                          |           |
| Letnie Igrzyska Olimpijskie w Meksyku 1968 – gra demonstracyjna, reprezentując państwo RFN |                 |                                                          |           |
| I runda                                                                                    | Edda Buding [2] | wolny los                                                | wolny los |
| Półfinał                                                                                   | Edda Buding [2] | Meksyk: Lourdes Gongora / Patricia Montano               | 6:4, 6:1  |
| O złoty medal                                                                              | Edda Buding [2] | Francja: Rosie Darmon / Stany Zjednoczone: Julie Heldman | 6:3, 6:4  |

### Gra mieszana
| Runda                                                                                | Partner               | Przeciwnicy                                              | Wynik         |
| ------------------------------------------------------------------------------------ | --------------------- | -------------------------------------------------------- | ------------- |
|                                                                                      |                       |                                                          |               |
| Letnie Igrzyska Olimpijskie w Meksyku 1968 – gra pokazowa, reprezentując państwo RFN |                       |                                                          |               |
| I runda                                                                              | Jürgen Fassbender     | Meksyk: Susana Zenes / Szwecja: Hans Nerell              |               |
| Ćwierćfinał                                                                          | Jürgen Fassbender     | Stany Zjednoczone: Valerie Ziegenfuss / Jim McManus [1]  | 3:6, 6:1, 7:5 |
| Półfinał                                                                             | Jürgen Fassbender     | Francja Rosie Darmon / Pierre Darmon [4]                 | 3:6, 6:3, 6:4 |
| O złoty medal                                                                        | Jürgen Fassbender     | Stany Zjednoczone Julie Heldman / Herb Fitzgibbon        | 1:6, 3:6      |
|                                                                                      |                       |                                                          |               |
| Letnie Igrzyska Olimpijskie w Meksyku 1968 – gra pokazowa, reprezentując państwo RFN |                       |                                                          |               |
| I runda                                                                              | Jürgen Fassbender [2] | wolny los                                                | wolny los     |
| Ćwierćfinał                                                                          | Jürgen Fassbender [2] | Stany Zjednoczone: Peaches Bartkowicz / RFN: Ingo Buding | walkower      |